# Тихий, Владимир Викторович
Тихий Владимир Викторович (укр. Тихий Володимир Вікторович; 25 февраля 1970, Червоноград, Львовская область, Украинская ССР, СССР) — украинский кинорежиссёр, сценарист и продюсер документальных и игровых фильмов.
Один из создателей кинохудожественных проектов: «Мудаки. Арабески», «Украина, гудбай» и «Вавилон'13». Среди известнейших документальных полнометражных фильмов режиссёра — «Євромайдан. Чорновий монтаж» (2014), «Сильніше, ніж зброя» (2014) и «Бранці» (2016), среди известнейших игровых полнометражных фильмов режиссёра — «Зелёная кофта» (2013) и «Брама» (2017).
Член Национальной Национального союза кинематографистов Украины.

## Биография
Родился 25 февраля 1970 года в городе Червоноград Львовской области. После окончания школы Владимир поступил в 1987 году в Червоноградский горный техникум. В 1989 — 1991 годы служил советской армии в морской авиации, был дислоцирован в Беларуси.
Впоследствии, в 1992 году, поступил в Киевский национальный университет театра, кино и телевидения имени И. К. Карпенко-Карого на режиссёрский факультет. Завершил обучение в 1997 году. Работал на телестудиях «Студия 1+1», «Данаприс-фильм», был режиссёром, достаточно известной в то время, передачи «СВ-шоу» с Веркой Сердючкой.
Свою карьеру начал в качестве режиссёра телефильмов и телесериалов. Впоследствии сменил фокус на документалистику и окончательно перешёл к съёмкам полнометражных художественных фильмов. В большинстве фильмов является режиссёром и сценаристом собственных фильмов. Исключением является фильм «Седьмой маршрут» (1997), где выступил только как со-автор сценария.
Один из создателей кинохудожественных проектов «Мудаки. Арабески», «Украина, гудбай» и «Вавилон'13». В 2018 году за цикл историко-документальных фильмов о Смене власти на Украине в феврале 2014 года стал одним из лауреатов Национальной премии Украины имени Тараса Шевченко.

## Личная жизнь
В 1996 году[уточнить] женился на однокурснице Юлии Шашковой. У супругов двое детей: дочь Аню (1996) и сына Тимофея (2002).

## Общественная позиция
Выступал в поддержку заключенного в России украинского режиссёра Олега Сенцова.

## Фильмография
Среди наследия Владимира Тихого есть следующие ленты:
Телефильмы
- 2000: «Песни забытого» (укр. «Пісні забутого»), режиссёр-постановщик
- 2007: «Доченька моя» (укр. «Доню моя»), режиссёр-постановщик
- 2008: «Пуговица[укр.]» (укр. «Ґудзик»), режиссёр-постановщик
- 2008: «Таинственный остров[укр.]»/ (укр. «Таємничий острів»), режиссёр-постановщик

Телесериалы
- 2003—2004: 12-серийный сериал «Весёлая компания» (укр. "Весела компанія"), режиссёр-постановщик
- 2005—2005: 8-серийный сериал «Сумасбродка» (укр. "Навіжена"), режиссёр-постановщик

Краткометражные фильмы
- 1992: «Андерграунд», 5 мин., сценарист и режиссёр-постановщик
- 1995: «Сокирра», 10 мин., сценарист и режиссёр-постановщик
- 1995: «Федір Достоєвський», ? мин., сценарист и режиссёр-постановщик
- 1996: «Дах», 6 мин., сценарист и режиссёр-постановщик
- 1996: «Русолонька», 27 мин., сценарист и режиссёр-постановщик
- 2009: Проект «Мудаки. Арабески»: «По дорозі» (также известен как «Та це ж гімно!»), 5 мин., режиссёр
- 2009: Проект «Мудаки. Арабески»: «Пам'яті Пітера», 4 мин., режиссёр
- 2009: Проект «Мудаки. Арабески»: «Рекреації» (также известен как «Рано-вранці»), 8 мин., режиссёр
- 2010: Проект «Мудаки. Арабески»: «Свєта», 7 мин., режиссёр
- 2010: Проект «Мудаки. Арабески»: «Інтро», 8 мин., режиссёр
- 2012: Проект «Украина, гудбай»: «Гамбурґ», 6 мин., режиссёр
- 2012: Проект «Украина, гудбай»: «Янгол смерті», 21 мин., режиссёр
- 2015: «Дідочок», 9 мин., сценарист и режиссёр

Документальные фильмы
- 2013: Відкритий доступ, со-режиссёр

- 2013: Документальный цикл историко-документальных фильмов «Вавилон'13», со-режиссёр
  - 2014: Документальний повнометражний фільм «Євромайдан. Чорновий монтаж», со-режиссёр
  - 2014: Документальний повнометражний фільм «Сильніше, ніж зброя», со-режиссёр
  - 2014: Документальний цикл історико-документальних фільмів «Зима, що нас змінила», со-режиссёр
  - 2014: Документальний повнометражний фільм «Наша Надія»,  режиссёр
  - 2014: Документальний короткометражний фільм «Після смерті»,  режиссёр
- 2016: Документальний повнометражний фільм «Бранці»,  режиссёр

Полнометражные фильмы
- 2000: «Мойщики автомобилей[укр.]» (укр. «Мийники автомобілів»), полнометражный художественный фильм, драма, сценарист и режиссёр.
- 2013: «Зелёная кофта[укр.]», полнометражный художественный фильм, триллер, режиссёр
- 2017: «Брама», полнометражный художественный фильм, фантастика, режиссёр.
- 2019: «Наши Котики[укр.]», полнометражный художественный фильм, комедия, режиссёр.

## Награды
- 2015 год — Специальная награда «За вклад в развитие украинского киноискусства» на 44-м Киевском международном кинофестивале «Молодость» за проєкт «Вавилон'13»[2];
- 2018 год — Один из лауреатов Национальной премии Украины имени Тараса Шевченко за цикл историко-документальных фильмов о Смене власти на Украине в феврале 2014 года[7].